# 小小国王与约定之国 最终幻想水晶编年史
《小小国王与约定之国 最终幻想水晶编年史》是史克威尔艾尼克斯为Wii主机的WiiWare服务开发的一款电子游戏。最初该公司决定为WiiWare平台打造一款高规格作品，经过商讨最终将其定位为模拟经营类游戏，并在开发过程中确定为《最终幻想》系列作品。
这款城市建造游戏以动作角色扮演游戏《最终幻想水晶编年史》的世界观为背景，是同名系列游戏的第三部作品。故事延续初代《水晶编年史》的剧情，讲述在那场战争中失去王国的国王之子重建家园，致力于打造和平繁荣新王国的历程。
作为WiiWare平台全球首发游戏之一，本作于2008年3月25日在日本率先发售，北美与欧洲地区分别于5月12日及5月20日陆续推出。游戏获得媒体普遍好评，被誉为WiiWare服务最具创新性的作品之一。其续作《光与暗之公主与世界征服之塔 最终幻想水晶编年史》于2009年问世，转型为塔防游戏并同样收获积极评价。

## 游戏玩法
《小小国王与约定之国》的故事发生在《最终幻想水晶编年史》主线之后，在瘴气消散、重归和平的世界边陲展开。当各大王国开始重建之际，一位失去父亲旧日疆域（被魔王所夺）的小国王雷歐，凭借从水晶中获得的名为“建筑术”的神秘力量，来重振自己的家园。这位年轻的君主会投入资金研发新装备供勇士们购买，并派遣他们净化这片土地上的邪恶。
《小小国王与约定之国》是一款奇幻城镇经营模拟游戏，玩家将白手起家建设自己的王国。游戏开始时，玩家仅拥有一座孤零零的城堡和巨大的精靈石，通过运用精靈力，可以凭空召唤各式建筑来打造城镇、吸引居民定居。本作有限度地运用了Wii遥控器的体感功能，支持单手操作。游戏内每个“昼夜”周期约为10分钟，随着剧情推进，玩家每日可选择的行动选项会逐步增加。每当夜幕降临，外出冒险的勇士们便会归来，玩家需要检视当日的建设成果。

玩家派遣其他角色去战斗。

为了持续使用水晶力量建设城镇，玩家需要收集散布在周边地牢与洞穴中的元素结晶。与亲自采集不同，游戏要求玩家通过城镇公告板发布任务，招募年轻居民代为收集。这些“冒险者”的报酬来自玩家向镇民征收的税款，以及他们在探险途中发现的宝物。玩家可以通过阅读城镇各处的留言板，或是与企鹅助手帕洛夫对话，随时掌握冒险队伍的进展。
玩家还需通过建造面包坊等设施来满足居民需求，提升他们的幸福感——高涨的士气不仅能提高市民工作效率，更能加速王国发展。其他必要设施包括武器店，可为冒险者们提供更精良的装备。随着游戏进程推进，任务数量逐渐增加，现有冒险者将积累经验值，同时也会有新的见习冒险者主动请缨加入队伍。与居民频繁互动同样能获得意外奖励。《小小国王与约定之国》还特别设计了多周目玩法：通关主线剧情后，玩家可选择保留冒险者（包括其等级与装备）开启“困难”或“极难”模式的新旅程。

### 可下载内容
《小小国王与约定之国》还提供多项可下载内容（DLC），包括国王及其助手恰姆的新服装、可雇佣执行任务的三个新增种族战士、解锁新建筑的特殊任务、点唱机功能、新增冒险者姓名库、用于学习战士技能的图书馆，以及拥有无限挑战的新地牢“無限之塔”。这些追加内容的定价在100至800 Wii点数之间不等。这些DLC于2008年4月1日首次发布，初期共推出8项内容。在4月1日前购买并下载本作的用户，都支持通过城堡内的附加软件菜单获取更新。

## 开发
为在众多《最终幻想》系列作品中脱颖而出，史克威尔艾尼克斯决定率先为WiiWare平台开发游戏，以此吸引更多关注。曾参与《雷霆任務Online》开发的开发者之一，汤地健一郎担任本作导演。项目初期曾考虑过多种玩法方案，包括将其设计为动作角色扮演游戏或沙盒游戏，但由于开发团队对沙盒类型缺乏兴趣，最终确定为动作角色扮演游戏。游戏的核心创意源于让玩家扮演国王而非传统英雄，开发团队称之为对常规模式的“逆向设计”。战斗系统历经四次重大修改，其中大部分早期方案在最终定稿前都被舍弃。最初设想玩家主要作为观察者，但最终通过添加各类互动功能来增强玩家参与感。因此，战斗报告成为团队面临的最大挑战之一，经过多次迭代才得以完善。开发团队还发现，在玩家既不参与也不直接观战的情况下，如何通过对话保持游戏趣味性是一大难题。
本作最初并非作为《最终幻想》系列企划，而是基于《最终幻想水晶编年史》原型开发，旨在降低项目成本。游戏通过“建筑术”这一核心机制与水晶编年史世界观产生关联。开发后期虽融入帝国建设与策略游戏元素，但刻意简化了该类游戏常见的高学习门槛。诸多设想最终未能实现，包括随机生成地牢的“自由模式”、因与成品风格不符而被删除的尾声剧情等。开发者曾考虑用杂货店替代面包坊，但最终认为后者更具吸引力。尽管导演曾热切设想过多人玩法——如玩家间对抗的“王者争霸赛”及跨王国招募冒险者等机制，这些内容最终均未落地。  

## 发行
2007年12月底，官方发布了本作的宣传影片。2008年3月，本作作为任天堂旗下游戏机Wii专用下载服务WiiWare平台推出后的首批九款游戏之一与WiiWare平台一同上线。同年6月，游戏制作方推出了更新包使得本作支持480p的视频输出。同时还放出了本作的数款可下载内容，玩家需要另外消耗100到300的Wii点数才能下载这些内容。

## 评价
| 汇总媒体     | 得分   |
| ------------ | ------ |
| GameRankings | 80%    |
| Metacritic   | 80/100 |

| 媒体           | 得分   |
| -------------- | ------ |
| 1UP.com        | B+     |
| Edge           | 7/10   |
| GamePro        | [ 27 ] |
| GameSpot       | 5/10   |
| IGN            | 7.5/10 |
| 官方任天堂杂志 | 88%    |
| RPGFan         | 84/100 |
| N-Europe       | 8/10   |
| WiiWare World  | 9/10   |

《小小国王与约定之国 最终幻想水晶编年史》获得了评论界的普遍好评。IGN在评测日版游戏时，对其精良品质和丰富内容印象深刻，称其为任天堂WiiWare下载服务的“良好开端”。但在后续评测美版时，他们对无法亲自参与冒险表示遗憾，戏称这是“一款让你待在家里、派别人去玩《最终幻想》的《最终幻想》游戏”，并认为部分玩法存在重复性。不过仍赞赏其整体呈现效果，认为“只要投入足够时间就会渐入佳境”。1UP.com将其比作带有鲜明RPG特色的《动物森友会》，盛赞游戏深度。其他评测者虽认为节奏“略显拖沓”，但一致肯定其“相当出色”的原声音乐。部分评测者曾希望游戏支持逐行扫描模式，该功能在后续更新中得以实现。
《任天堂官方杂志》评价本作“极具深度”且“令人上瘾”，但同时也指出其“节奏缓慢且过于小众”。N-Europe称赞游戏"出人意料地有深度"，并认为尽管DLC价格较高，其内容仍物有所值。WiiWare World的评价则更为热情：“在迄今为止的所有WiiWare游戏中，《小小国王与约定之国》无疑是Wii平台上最具野心又性价比极高的作品。游戏规模宏大，在每日的冒险生活中总有做不完的事”。
然而，GameSpot虽然认可游戏的视觉魅力，却批评其本质上“内容肤浅、玩法受限且充斥着无趣的游戏体验”，并认为游戏内容的多样性过度依赖付费下载内容。《连线》杂志的克里斯·科勒（Chris Kohler）也指出DLC定价“过高”，评测时所有可用追加内容的总价几乎等同于游戏本体价格。
本作曾获IGN评为“2011年最佳WiiWare游戏第21名”，并被GamesRadar列入“七大最佳《最终幻想》衍生作品”榜单。

### 后续
2008年5月20日，网页游戏《小小国王与约定之国  最终幻想水晶编年史 - 全民王国》在史克威尔艾尼克斯北美会员网站上线。该作作为《小小国王与约定之国》的移植版本，玩家将扮演普通市民，通过提升房屋等级与解锁新功能来促进王国发展，最终完成各项委托任务。系列续作《光与暗之公主与世界征服之塔 最终幻想水晶编年史》于2009年发售，玩家化身前作反派之女蜜拉，通过阻挠王国扩张与抵御冒险者围攻己方高塔来展开成长叙事。